# Апостол Трифонос
Апостол (на гръцки: Απόστολος, Апостолос) е гръцки духовник, митрополит на Вселенската патриаршия.

## Биография
Роден е в малкото селище Крития, днес Алджътепе, в района на Еджеабат, с фамилията Трифонос (Τρύφωνος). В 1901 година завършва богословското училище на Халки. На 6 август 1901 година е ръкоположен за дякон от митрополит Григорий Ираклийски и за презвитер на 12 май 1909 година. Започва служба в патриаршеския двор в Цариград като дякон в 1901 година. В 1906 година става земестник-секретар, а в 1909 година – главен секретар на Светиня синод.
Става митрополит на Родоската епархия на 11 юни 1913 година. На 26 септември 1921 година е заточен на Патмос, а през ноември 1921 година заминава за Цариград. На 5 февруари 1924 година е избран за берски и негушки митрополит. През април 1924 година отново е избран за родоски митрополит, но италианските власти му позволяват да се завърне на Родос чак на 5 октомври 1924 година. Принуден е да подаде оставка като митрополит на Родос на 8 юни 1946 година.
На 25 октомври 1951 година е избран за амасийски митрополит. Умира на 29 ноември 1957 година и е погребан в гробището на православната общност на Родос.